# Allgemeine Deutsche Seeversicherungsbedingungen
Die Allgemeinen Deutschen Seeversicherungsbedingungen (ADS, englisch German General Rules of Marine Insurance) wurden 1919 entwickelt und schufen allgemeinverbindliche Regeln für die Versicherung von Gütern (Seewarenversicherung) und Schiffen (Seekaskoversicherung). Sie lösten als Allgemeine Geschäftsbedingungen mit Gesetzescharakter (als lex specialis) weitgehend die bis dahin geltenden Regelungen des Handelsgesetzbuches ab (Viertes Buch. Seehandel, Zehnter Abschnitt. Versicherung gegen die Gefahren der Seeschifffahrt, §§ 778–905 des HGB alte Fassung).
Die ADS wurden nach dem Zweiten Weltkrieg 1947 überarbeitet und galten jahrzehntelang in unveränderter Form als Grundlage für die Deutsche Seewaren- und Seekaskoversicherung. Die Seeversicherung unterliegt gemäß § 209 Versicherungsvertragsgesetz (VVG), ebenso wie die Rückversicherung, nicht den Bestimmungen des VVG und bot somit von jeher einen weitgehenden gestalterischen Rahmen an Vertragsfreiheit. So bildeten sich im Laufe der Jahre in Form von geschriebenen Policenbedingungen und Makler-Sonderbedingungen vielfältige Abweichungen vom ursprünglichen Text der ADS heraus, die den Versicherungsschutz in der Regel zugunsten der Versicherungsnehmer modifizierten und zumeist erweiterten.
Erst wieder im Jahre 1973 erfolgte eine neuerliche Überarbeitung der ADS. Eine Kommission unter der Leitung von Hans Joachim Enge schuf die Besonderen Bedingungen für die Güterversicherung (ADS-Güterversicherung 1973). Ziel war es, die ADS im Bereich der Seewarenversicherung – auch mit stetem Blick der deutschen Transportversicherer auf den englischen Markt mit seinen Institute Cargo Clauses (ICC) – zu modernisieren und dabei zahlreiche bis dato geschaffene Sonderbedingungen des Marktes zu integrieren, um somit die Markttransparenz und Wettbewerbsfähigkeit zu verbessern. Eine erneute Überarbeitung im Jahre 1984 führte schließlich zu den Besonderen Bedingungen für die Güterversicherung (ADS-Güterversicherung 1973/in der Fassung von 1984), die noch heute weitestgehend in der Praxis der deutschen Versicherungswirtschaft als Grundlage der Transportversicherung Verwendung finden.
Zwar wurden im Jahre 2000 vom Deutschen Transport-Versicherungs-Verband (DTV) die DTV-Güterversicherungsbedingungen 2000 (DTV-Güter 2000) – als unverbindliche, aber sehr gebräuchliche Vorschläge des Gesamtverband der deutschen Versicherungswirtschaft e.V. (GDV) –, die inzwischen in einer erneut überarbeiteten Form als DTV-Güterversicherungsbedingungen 2000 in der Fassung 2011 (DTV-Güter 2000/2011) vorliegen (Vorgängerversion DTV-Güter 2000/2008), sowie zahlreiche neue Klauseln als Ersatz der Besonderen Bedingungen für die Güterversicherung (ADS-Güterversicherung 1973/in der Fassung von 1984) geschaffen, indes haben sich diese neuen Bedingungen noch nicht marktweit durchsetzen können. Insbesondere einige deutsche Versicherungsmakler, aber durchaus auch diverse Versicherungsgesellschaften, arbeiten nach wie vor mit den Bedingungen aus dem Jahre 1984. Dies auch, weil hierzu eine umfangreiche, gefestigte Rechtsprechung und marktweit anerkannte Kommentierungen vorliegen.
Zudem sind vom GDV auch die DTV – Allgemeine Deutsche Seeschiffsversicherungsbedingungen 2009 (DTV-ADS 2009) (mit weiteren Detailregelungen) als Seekaskoversicherung herausgegeben worden.
Die ADS gelten zudem in der deutschen Rechtsprechung und Literatur als Handelsklauseln im Sinne des § 346 des Handelsgesetzbuches (HGB).